# Margaritopsis deinocalyx
Margaritopsis deinocalyx là một loài thực vật có hoa trong họ Thiến thảo. Loài này được (Sandwith) C.M.Taylor mô tả khoa học đầu tiên năm 2005.